# Comuna Albota de Sus, Taraclia
Comuna Albota de Sus este o comună din raionul Taraclia, Republica Moldova. Este formată din satele Albota de Sus (sat-reședință), Roșița și Sofievca.

## Demografie
Conform datelor recensământului din 2014, comuna are o populație de 1.944 de locuitori. La recensământul din 2004 erau 2.307 locuitori.

## Administrație și politică
Componența Consiliului local Albota de Sus (11 consilieri), ales la 5 noiembrie 2023, este următoarea:
|  | Partid                                       | Consilieri | Componență | Componență | Componență | Componență | Componență | Componență | Componență | Componență |
|  | -------------------------------------------- | ---------- | ---------- | ---------- | ---------- | ---------- | ---------- | ---------- | ---------- | ---------- |
|  | Partidul Socialiștilor din Republica Moldova | 8          |            |            |            |            |            |            |            |            |
|  | Partidul Comuniștilor din Republica Moldova  | 3          |            |            |            |            |            |            |            |            |